# Canton de Belle-Isle-en-Terre
Pour les articles homonymes, voir Belle-Île.
Le canton de Belle-Isle-en-Terre est une ancienne division administrative française, située dans le département des Côtes-d'Armor et la région Bretagne.

## Histoire

Localisation du canton dans l'arrondissement de Guingamp

- Le canton de Belle-Isle-en-Terre a été créé en 1793 et modifiée en 1801[1].
- De 1833 à 1840, les cantons de Belle-Isle-en-Terre et de Bourbriac avaient le même conseiller général. Le nombre de conseillers généraux était limité à 30 par département.
- De 1840 à 1848, les cantons de Belle-Isle-en-Terre et de Callac avaient le même conseiller général. Le nombre de conseillers généraux était limité à 30 par département.
- Un nouveau découpage territorial des Côtes-d'Armor entre en vigueur à l'occasion des élections départementales de mars 2015, défini par le décret du 13 février 2014[2], en application des lois du 17 mai 2013 (loi organique 2013-402 et loi 2013-403)[3]. Les conseillers départementaux sont, à compter de ces élections, élus au scrutin majoritaire binominal mixte. Les électeurs de chaque canton élisent au Conseil départemental, nouvelle appellation du Conseil général, deux membres de sexe différent, qui se présentent en binôme de candidats. Les conseillers départementaux sont élus pour 6 ans au scrutin binominal majoritaire à deux tours, l'accès au second tour nécessitant 12,5 % des inscrits au 1er tour. En outre la totalité des conseillers départementaux est renouvelée.
- Ce nouveau mode de scrutin nécessite un redécoupage des cantons dont le nombre est divisé par deux avec arrondi à l'unité impaire supérieure si ce nombre n'est pas entier impair, assorti de conditions de seuils minimaux[4]. Dans les Côtes-d'Armor, le nombre de cantons passe ainsi de 52 à 27 provoquant la suppression du canton de Belle-Isle-en-Terre.

## Composition

### 1793-1801
De 1793 à 1801, le canton de Belle-Isle-en-Terre comprenait trois communes:
- Belle-Isle-en-Terre
- Louargat
- Tréglamus

### 1801-2015
Le canton de Belle-Isle-en-Terre regroupait les communes suivantes :
- Belle-Isle-en-Terre ;
- La Chapelle-Neuve ;
- Gurunhuel ;
- Loc-Envel ;
- Louargat ;
- Plougonver ;
- Tréglamus.

## Démographie
| 1962  | 1968  | 1975  | 1982  | 1990  | 1999  | 2006  | 2011  | 2012  |
| ----- | ----- | ----- | ----- | ----- | ----- | ----- | ----- | ----- |
| 7 761 | 7 128 | 6 523 | 6 261 | 5 785 | 5 685 | 5 806 | 6 017 | 6 046 |

## Représentation

### Conseillers généraux de 1833 à 2015
| 1833 | 1836              | Louis Desjars (1803-1875)                   |                     | Négociant, propriétaire à Guingamp Maire de Belle-Isle-en-Terre (1849-1855)                                                       |  |  |  |  |
| 1836 | 1842              | François Le Calvez                          |                     | Notaire, propriétaire à Guingamp Ancien conseiller d'arrondissement                                                               |  |  |  |  |
| 1842 | 1845              | Alfred-Louis Le Guillou-Kergoat             |                     | Juge de paix, propriétaire à Bourbriac                                                                                            |  |  |  |  |
| 1845 | 1849 (décès)      | Jean-Louis Huchet du Guermeur (1794-1849)   |                     | Notaire Maire de Saint-Nicolas-du-Pélem                                                                                           |  |  |  |  |
| 1849 | 1871              | François Le Calvez                          | Majorité dynastique | Notaire, propriétaire à Guingamp Député (1868-1870)                                                                               |  |  |  |  |
| 1871 | 1873 (décès)      | Louis de Sesmaisons (1809-1873)             | Légitimiste         | Propriétaire du château de Coat-an-Noz                                                                                            |  |  |  |  |
| 1873 | 1874              | Jean-Marie Scolan (1826-1906)               | Républicain         | Médecin, propriétaire à Louargat Maire de Louargat (1870-1906)                                                                    |  |  |  |  |
| 1874 | 1880              | Charles-Marie de Faucigny-Lucinge           | Légitimiste         | Gendre de Louis de Sesmaisons Propriétaire à Loc-Envel Maire de Loc-Envel (1888-1900) Député (1876 et 1877-1878)                  |  |  |  |  |
| 1880 | 1904              | Jean-Marie Scolan (1826-1906)               | Républicain         | Maire de Louargat (1870-1906) |  |  |  |  |
| 1904 | 1905 (annulation) | Raoul Boscal de Réals de Mornac (1830-1916) | Conservateur        | Chef d'escadron de cavalerie en retraite Propriétaire du château du Golot Agriculteur à Plounévez-Moëdec                          |  |  |  |  |
| 1905 | 1928 (décès)      | François Raoul                              | Rad.                | Médecin Maire de Louargat (1919-1928)                                                                                             |  |  |  |  |
| 1928 | 1934              | Pierre Guégan (1878-1947)                   | Rad.                | Greffier Maire de Belle-Isle-en-Terre (1919-1929) Ancien conseiller d'arrondissement                                              |  |  |  |  |
| 1934 | 1940              | Georges Raoul (1905-1972)                   | Rad.ind.            | Clerc de notaire Maire de Louargat (1935-1939 et 1940-1944) Membre désigné de la Commission administrative départementale en 1941 |  |  |  |  |
|      |                   |                                             |                     | |  |  |  |  |
| 1945 | 1951              | Louis Lalès (1903-1982)                     | PCF                 | Boucher puis cantonnier, résistant Conseiller municipal, maire de Louargat (1944-1947)                                            |  |  |  |  |
| 1951 | 1952 (décès)      | Yves Nicol (1876-1952)                      | Rad.                | Boucher Maire de Louargat (1947-1952) Ancien conseiller d'arrondissmeent                                                          |  |  |  |  |
| 1952 | 1985 (décès)      | Jean Coantiec fils (1924-1985)              | SFIO puis PS        | Entrepreneur en menuiserie Maire de Plougonver (1948-1985)                                                                        |  |  |  |  |
| 1985 | 1988              | Marcel L'Hélias                             | SE puis UDF-CDS     | Agriculteur à Plougonver |  |  |  |  |
| 1988 | 2001              | François Le Masson                          | PCF                 | Pharmacien |  |  |  |  |
| 2001 | 2012 (démission)  | Émile Raoult (1939-2012)                    | PS                  | Instituteur puis directeur d'école Premier adjoint au maire de Louargat (1995-2012)                                               |  |  |  |  |
| 2012 | 2015              | Marie-Claire Le Bras                        | PS                  | Retraitée à La Chapelle-Neuve |  |  |  |  |

### Conseillers d'arrondissement (de 1833 à 1940)
| Période | Période | Identité                  | Étiquette | Qualité                                             |
| --- | ------- | ------------------------- | --------- | --------------------------------------------------- |
| 1833 | 1836    | François Le Calvez        |           | Notaire à Guingamp                                  |
| 1836 | 1839    | M. Philippe               |           | Notaire à Guingamp                                  |
| 1839 | 1848    | Jean-Marie Mahé           |           | Notaire, maire de Louargat                          |
| |         |                           |           |                                                     |
| av.1856 |         | Yves Stéphan (1804-1872)  |           | Propriétaire, maire de Louargat                     |
| |         |                           |           |                                                     |
| 1901 | 1919    | Louis Desjars             | Radical   | Professeur à Belle-Isle-en-Terre                    |
| 1919 | 1928    | Pierre Guégan (1878-1947) | Radical   | Greffier, maire de Belle-Isle-en-Terre              |
| 1928 | 1931    | Yves Nicol                | Radical   | Boucher, maire de Louargat (1931-1935)              |
| 1931 | 1937    | Guillaume Jézéquel        | SFIO      | Commerçant, adjoint au maire de Belle-Isle-en-Terre |
| 1937 | 1940    | Jean Coantiec père        | Radical   | Négociant, maire de Plougonver (1925-1947)          |
| Les conseils d'arrondissement ont été suspendus par la loi du 12 octobre 1940 et n'ont jamais été réactivés |         |                           |           |                                                     |
| Les données manquantes sont à compléter.                                                                    |         |                           |           |                                                     |